# Gia Khánh (thị trấn)
Gia Khánh là một thị trấn thuộc huyện Bình Xuyên, tỉnh Vĩnh Phúc, Việt Nam.

## Địa lý
Thị trấn Gia Khánh nằm ở phía tây bắc huyện Bình Xuyên, có vị trí địa lý: 
- Phía đông giáp huyện Tam Đảo và xã Thiện Kế
- Phía tây giáp huyện Tam Dương và xã Hương Sơn
- Phía nam giáp xã Hương Sơn và xã Thiện Kế
- Phía bắc giáp huyện Tam Đảo.

Thị trấn có diện tích 9,39 km², dân số năm 2007 là 11.221 người, mật độ dân số đạt 1.195 người/km².

## Lịch sử
Thị trấn Gia Khánh được thành lập vào ngày 2 tháng 4 năm 2007 trên cơ sở toàn bộ diện tích và dân số của xã Gia Khánh cũ; 81,20 ha diện tích tự nhiên và 916 người của xã Thiện Kế.
Sau khi thành lập, thị trấn có 938,75 ha diện tích tự nhiên và 11.221 người.